# Aérodrome de Maubeuge - Élesmes
L’aérodrome de Maubeuge - Élesmes (code IATA : XME • code OACI : LFQJ) est un aérodrome civil, ouvert à la circulation aérienne publique (CAP), situé sur les communes du Vieux-Reng et d’Élesmes à 5,5 km au nord-est de Maubeuge dans le Nord (région Hauts-de-France, France).
Il est utilisé pour la pratique d’activités de loisirs et de tourisme (aviation légère, parachutisme et aéromodélisme).

## Histoire
La construction de l'aérodrome de Maubeuge-Elesme a été permise par les décrets-lois du 30 octobre 1935. Ainsi, le 4 janvier 1937, le ministre de la Défense nationale a prescrit l’acquisition de parcelles cadastrales pour permettre cette construction essentiellement sur la commune du Vieux-Reng, pour une part moindre sur celle d’Elesmes et pour une part infime sur celle de Villers-Sire-Nicole. L’ordonnance d’expropriation fut rendue le 24 juillet par le tribunal de première instance d’Avesnes.
Une fois les travaux effectués, le terrain prit alors le nom de Maubeuge - Elesmes.
En août 2008, l'aérodrome a accueilli le championnat du monde de parachutisme. 350 participants de 30 nations différentes ont participé aux épreuves.
Fin 2023, la communauté d'agglomération Maubeuge Val de Sambre annonce souhaiter fermer l'aérodrome en 2026 pour récupérer le terrain afin d'y implanter une zone industrielle,.

## Situation
| Abbeville Albert - Bray Amiens - Glisy Arras - Roclincourt Beauvais - Tillé Berck-sur-Mer Calais - Dunkerque Cambrai - Niergnies Château-Thierry - Belleau Compiègne - Margny Dunkerque - · Les Moëres Laon - Chambry Lens - Bénifontaine Lille - Lesquin Lille - Marcq-en-Barœul Maubeuge - Élesmes Merville - Calonne Montdidier Péronne - Saint-Quentin Le Plessis-Belleville Saint-Inglevert - · Les deux Caps Saint-Omer - Wizernes Saint-Quentin - Roupy Soissons - Courmelles Le Touquet- · Élisabeth II Valenciennes - Denain |

## Installations
L’aérodrome dispose de trois pistes orientées est-ouest (05/23) :
- une piste bitumée longue de 1 300 mètres et large de 30 ;
- une piste en herbe longue de 800 mètres et large de 80, réservée aux avions basés ;
- une piste en herbe longue de 300 mètres et large de 20, réservée aux ULM.

L’aérodrome n’est pas contrôlé mais dispose d’une aire à signaux (ASI). Les communications s’effectuent en auto-information sur la fréquence de 121,005 MHz.
S’y ajoutent :
- une aire de stationnement ;
- des hangars ;
- une station d’avitaillement en carburant (100LL) et en lubrifiant (réservée aux avions basés) ;
- un restaurant[7].

## Activités
- Aéroclub l’Union aérienne Sambre Helpe (UASH)
- Centre école régional de parachutisme de Maubeuge (CERPM)
- Association Sportive de Parachutisme Universitaire (ASPU)
- Association de Parachutisme Sportif (EDCL78), enviedechutelibre.fr
- Centre Aéronautique Vélivole de l'Avesnois (CAVA)
- ULM club évasion
- Association de constructeurs amateurs (RSA)
- Association d’aéromodélisme du bassin de la Sambre (AABS)
- Les Ailes anciennes
- Air light system
- Club paramoteur Les Albatros
- Club ABC-Flight ULM